# Серхио Еспиноза Ескобар, Ел Пилар (Акуња)
Серхио Еспиноза Ескобар, Ел Пилар (шп. Sergio Espinoza Escobar, El Pilar) насеље је у Мексику у савезној држави Коавила у општини Акуња. Насеље се налази на надморској висини од 327 м.

## Становништво
Према подацима из 2010. године у насељу су живела 4 становника.

### Хронологија
| Година       | 2005 | 2010 |
| ------------ | ---- | ---- |
| Становништво | 2    | 4    |

### Попис
| # | Индикатор                     | Вредност |
| - | ----------------------------- | -------- |
| 1 | Укупно домаћинстава           | 2        |
| 2 | Укупно насељених домаћинстава | 2        |
| 3 | Величина локације             | 1        |